# Filderstadt
Filderstadt je velké okresní město se zhruba 45 000 obyvateli (k roku 2015), ležící v Zemském okresu Esslingen v německé spolkové zemi Bádensko-Württembersko, ve vládním obvodu Stuttgart. Město Stuttgart leží jen zhruba 13 kilometrů severně a vede z něj do Filderstadtu příměstská železnice S Bahn.  K 31. prosinci 2023 zde žilo 46.010 obyvatel.

## Geografická poloha a název města
Filderstadt leží ve vnitřním území Filderské plošiny, v nadmořské výšce 327 až 474 metrů. Okolní krajina dala podle německého termínu „Gefilde“ (pole) novému městu jeho jméno. Vzniklo k 1. lednu 1975 a bylo nazváno Obec Filderlinde, ale již k 1. červenci téhož roku byl název změněn na Filderstadt. Na jeho západním okraji, poblíž čtvrti Plattenhardt, začíná přírodní park Schönbuch. Pohoří Švábská Alba je na dohled od města. Na jižní straně do katastru města zasahuje chráněné krajinné území Siebenmühlental (Údolí sedmi mlýnů).

## Administrativní dělení
Filderstadt vznikl v roce 1975 spojením obcí Bernhausen, Bonlanden, Plattenhardt, Sielmingen a Harthausen.

## Historie
Město vzniklo v roce 1975 spojením pěti, původem středověkých obcí, z nichž nejstarší Bernhausen se přípomíná již v roce 1089, v Plattenhardtu byl koncem 11. století postaven kostel. Páni z Bernhausenu ve 14. století působili ve Württembersku a patřil jim kromě Bernhausenu také Sielmingen (roku 1275 zmíněné pod názvem Sygehelmingen) i obec Harthausen, poprvé zmíněná k roku 1304. Jejich rodový erb byl převzat jak znak města Filderstadt. Bonladen se připomíná od počátku 12. století. Plattenhardt byl zmiňován od roku 1269, po staletí byl sídlem kovářů a brusičů nožů.

## Ekonomika
Ve městě sídlí od roku 1974 regionální letecká společnost Contact Air, která obsluhuje blízké letiště ve Stuttgaru. Zemědělství má v této oblasi tradiční chov koní, každoročně se zde v únoru až březnu konají koňské trhy se závodem koňských spřežení. Výrazný podíl na městském rozpočtu má také turistika.

## Náboženství
Tradice obcí byla až do reformace spojena s římskokatolickým biskupstvím v Kostnici. V současnosti věřící mohou navštěvovat dva římskokatolické kostely, řízené biskupstvím Rotteburg–Stuttgart, jeden evangelický kostel, dvě Hahnovy náboženské obce, nezávislé náboženské Glory Life centrum, a také islámské centrum.

## Kultura a památky
- Kostel sv. Jiří v Bonladenu - gotická stavba
- Evangelickáý kostel sv. Jakuba v Bernhausenu - gotická stavba, poprvé zmíněná roku 1275
- Kostel sv. Martina v Sielmingenu - gotická stavba
- Kostel sv. Antholiana v Plattenhardtu - původně románská, v gotice přestavěná stavba
- Radnice v Bernhausenu, hrázděná stavba postavená roku 1616 a přestavěná v barokním slohu
- Stará radnice v Bonladenu, hrázděná stavba ze 17. století, nyní Vlastivědné muzeum Gottloba Häusslera
- Farní budova v Bernhausenu - bydlel zde básník Gustav Schwab
- Stará škola v Bonladenu - hrázděná stavba ze 17. století (foto v infoboxu)
- Hahnův dům v Sielmingenu - obytný dům rodiny Hahnů od roku 1581; pocházel odtud evangelický kněz Filip Matthäus Hahn (1739–1790), do rodiny patřil také sedlák Johann Michael Hahn, (1758–1819), zakladatel náboženské obce, která zde působí do současnosti
- Rozhledna na vrchu Uhlberg, vysoká 25 metrů; místo dalekého výhledu na přírodní lokalitu Schönbuch
- Kulturní a kongresové centrum Filharmonie v Bernhausenu, navazuje především na bohatou hudební tradici města,

## Sport
Město má sportovní tradice fotbalové, tenisové a cyklistické. 
- Sídlí zde šest fotbalových klubů, z nichž nejúspěšnější SV Bonladen hraje druhou württemberskou ligu.
- V letech 1978–2005 se v místní části Plattenhardt konal každoročně profesionální tenisový turnaj žen Porsche Tennis Grand Prix.

## Osobnosti
- Johann Gotthard von Müller (1747–1830), německý grafik, mědirytec
- Johann Michael Hahn (1758–1819), německý sedlák, vizionář období pietismu a zakladatel vlastní náboženské obce
- Gustav Schwab (1790–1850), německý romantický básník, prozaik, překladatel a zdejší evangelický kněz
- Eduard Mörike (1804–1875), švábský lyrický básník a kněz
- Laura Siegemundová (* 1988 Filderstadt), německá profesionální tenistka

## Galerie

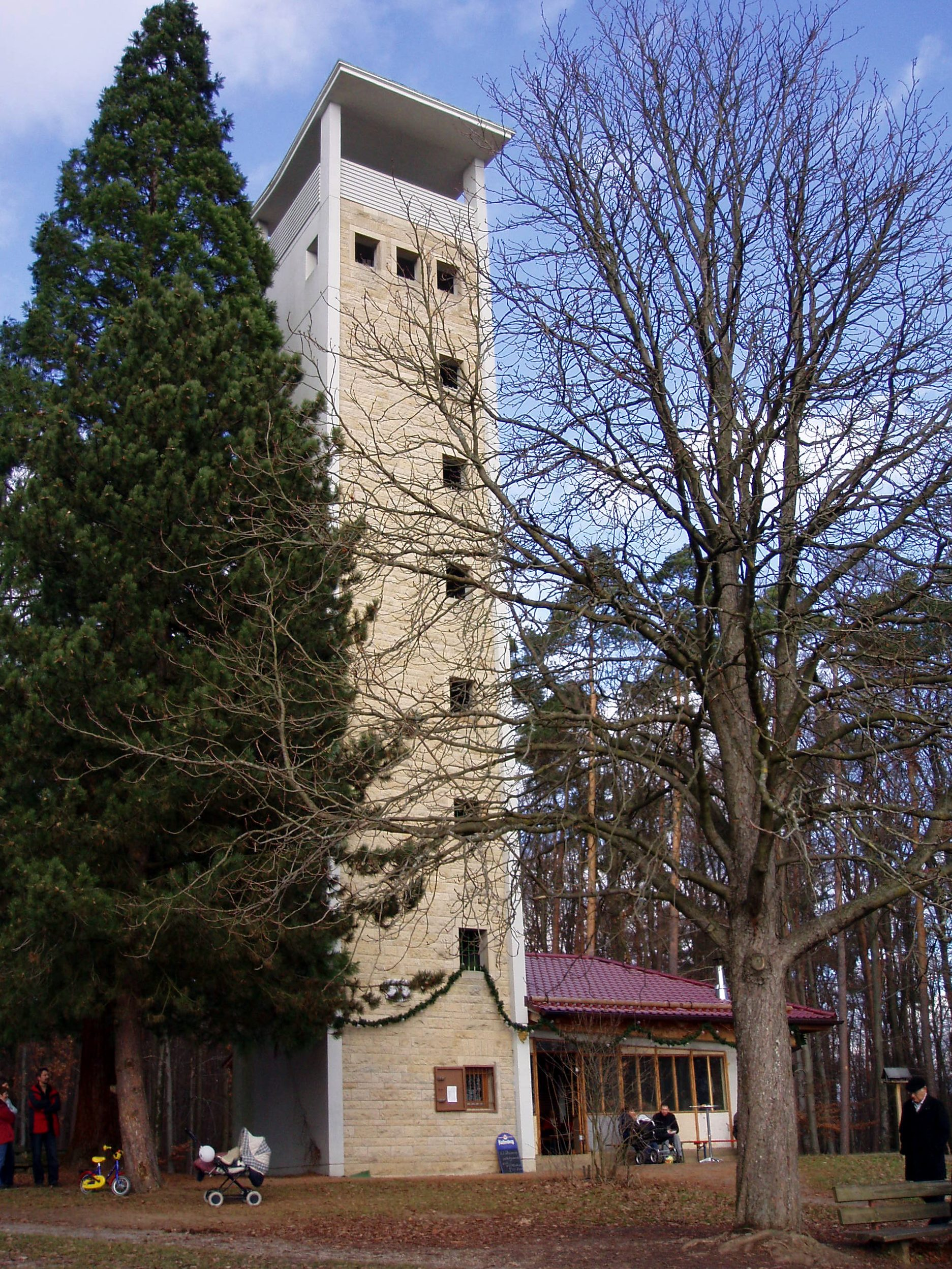
Rozhledna, Uhlberg
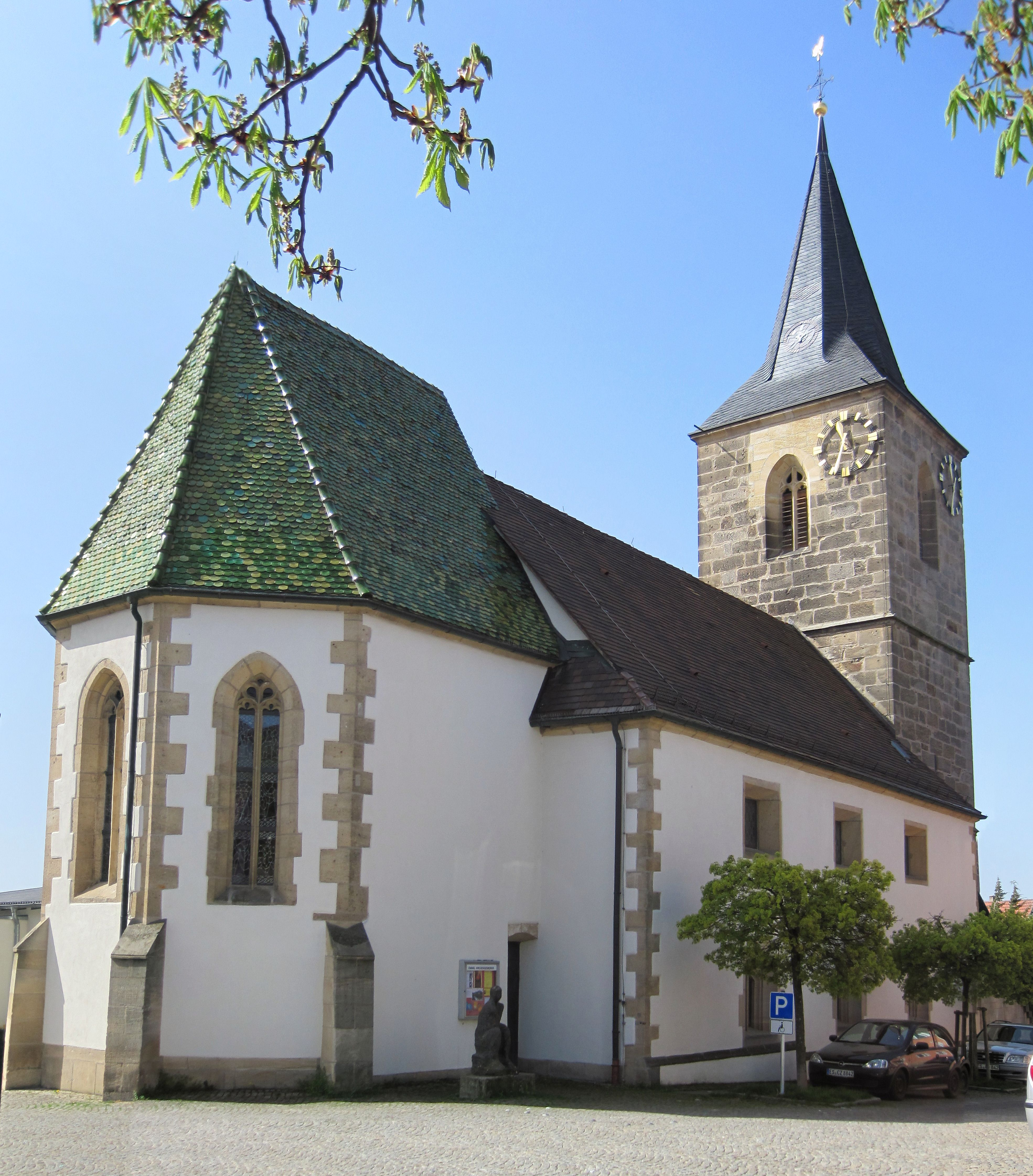
Kostel sv. Jiří, Bonlanden
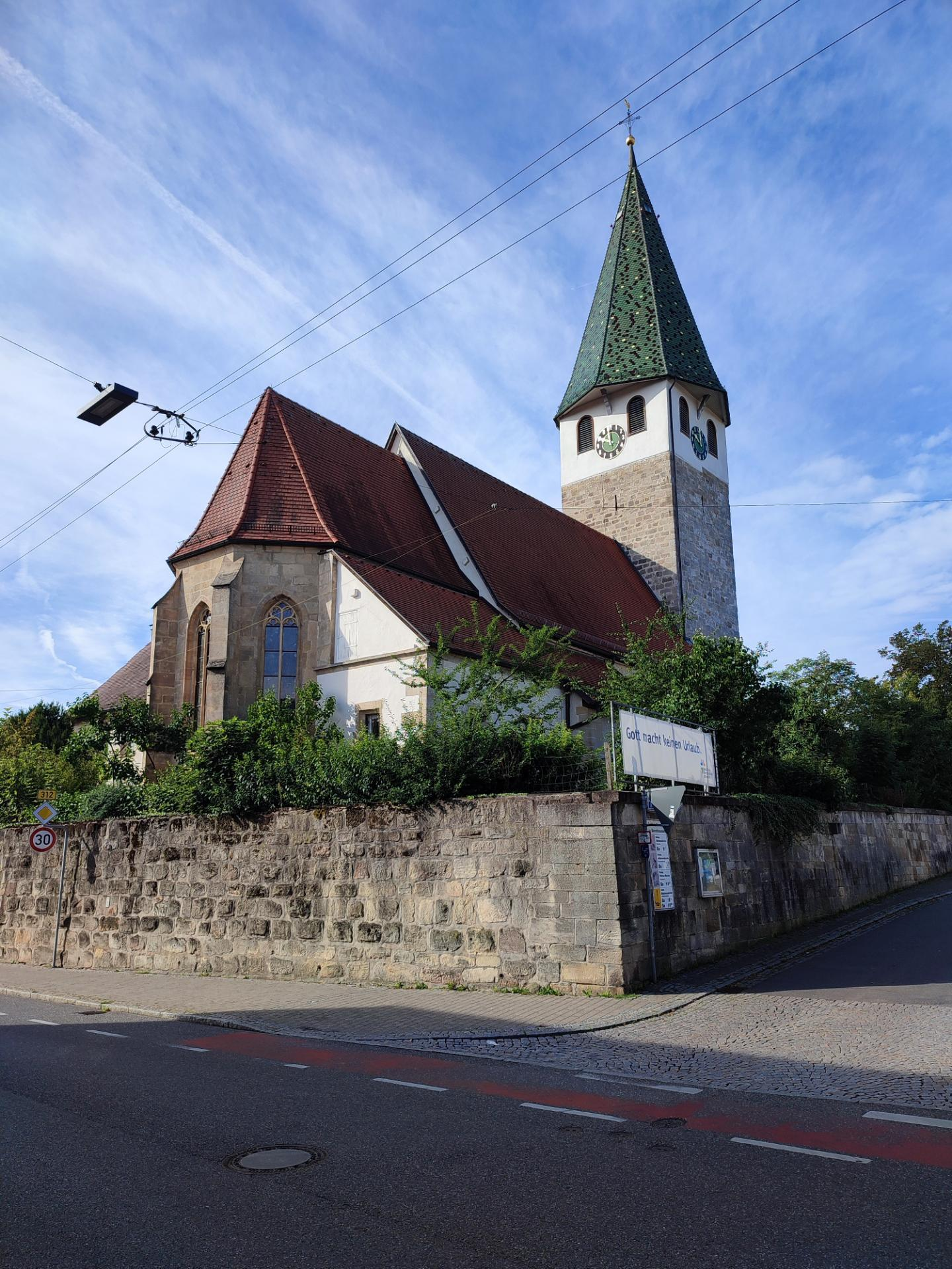
Kostel sv. Jakuba, Bernhausen
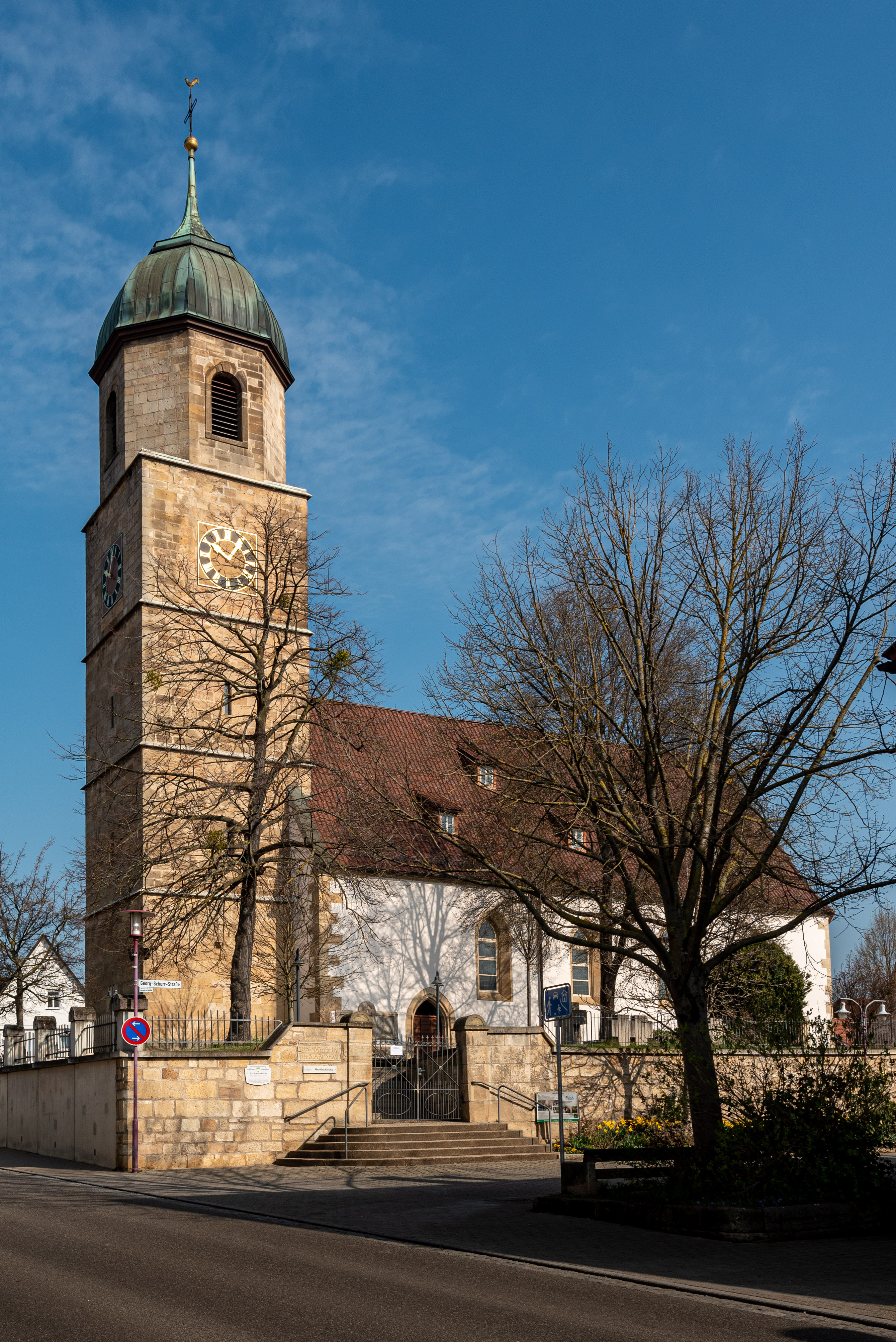
kostel sv. Martina, Sielmingen
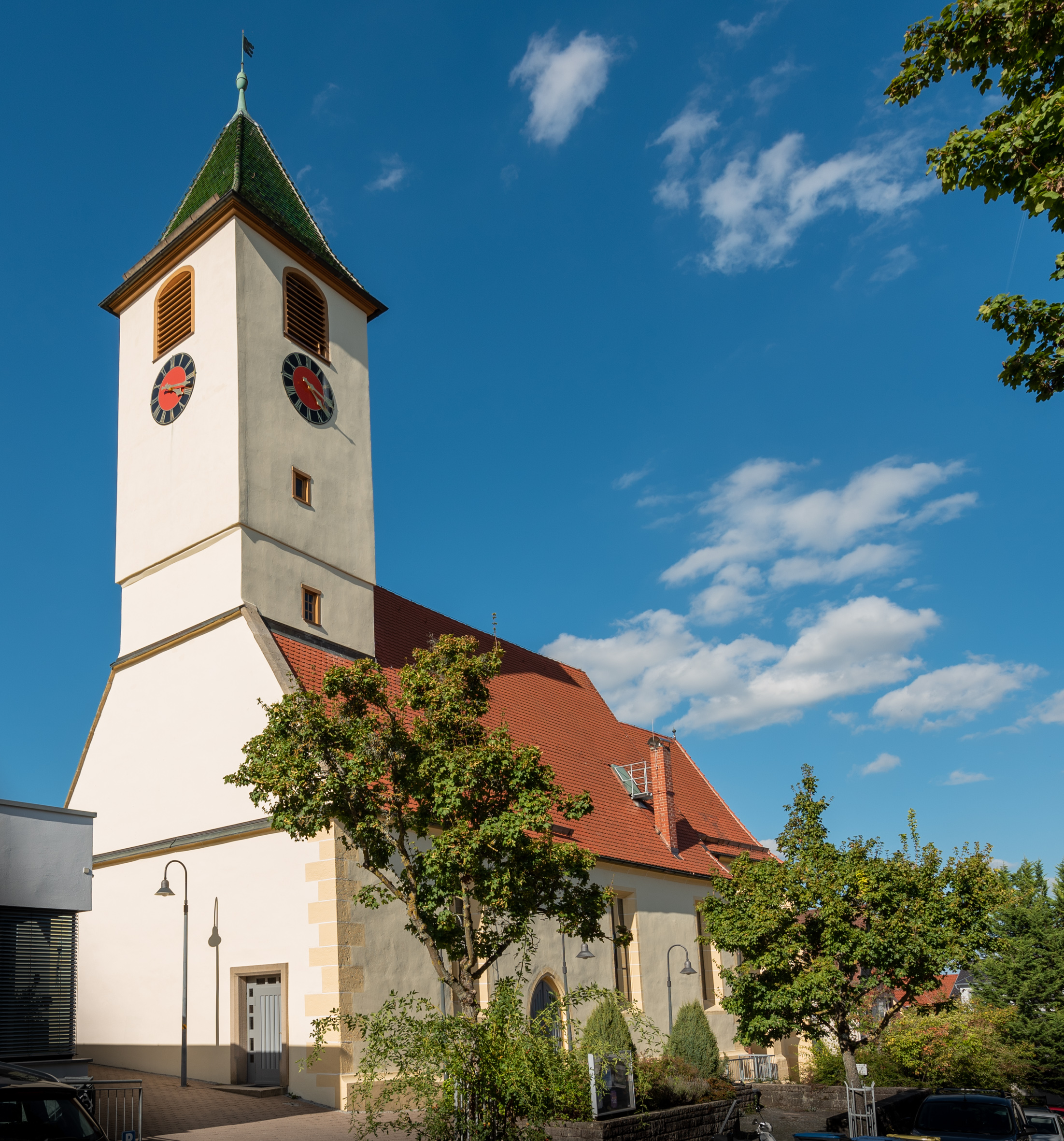
Kostel sv. Antholiana, Bernhausen
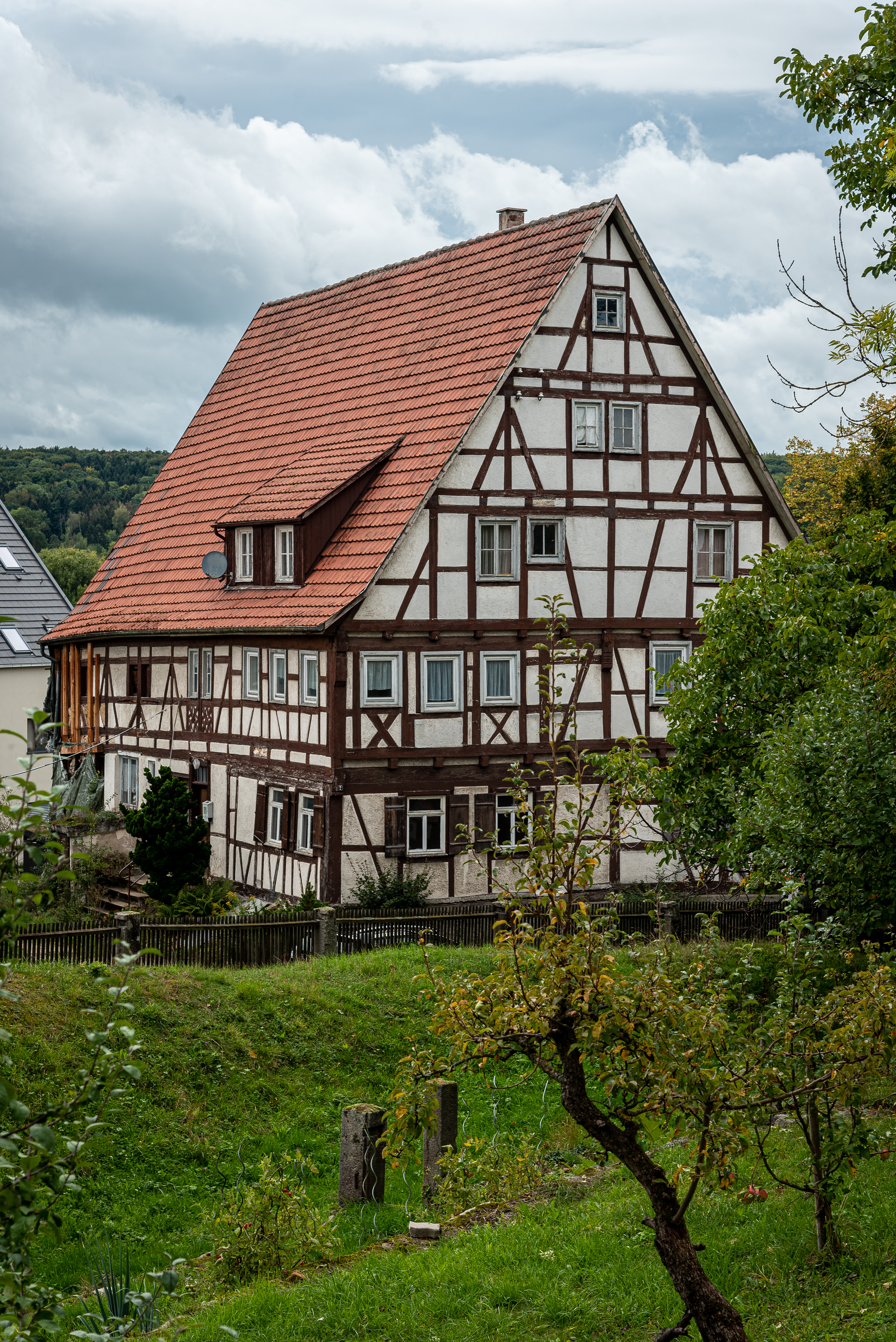
Heimatmuseum, Bonlanden
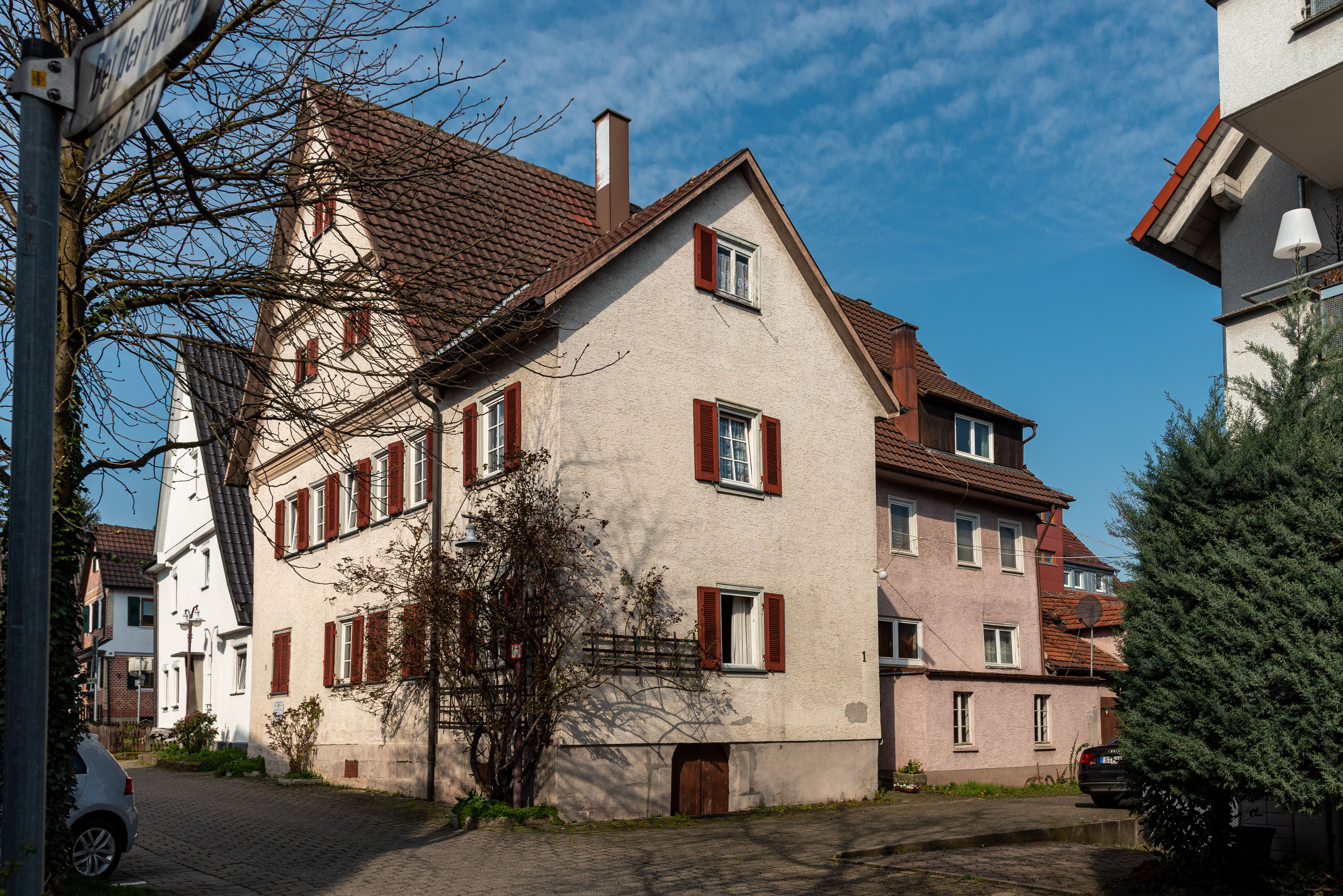
Sielmingen, Hahnův dům
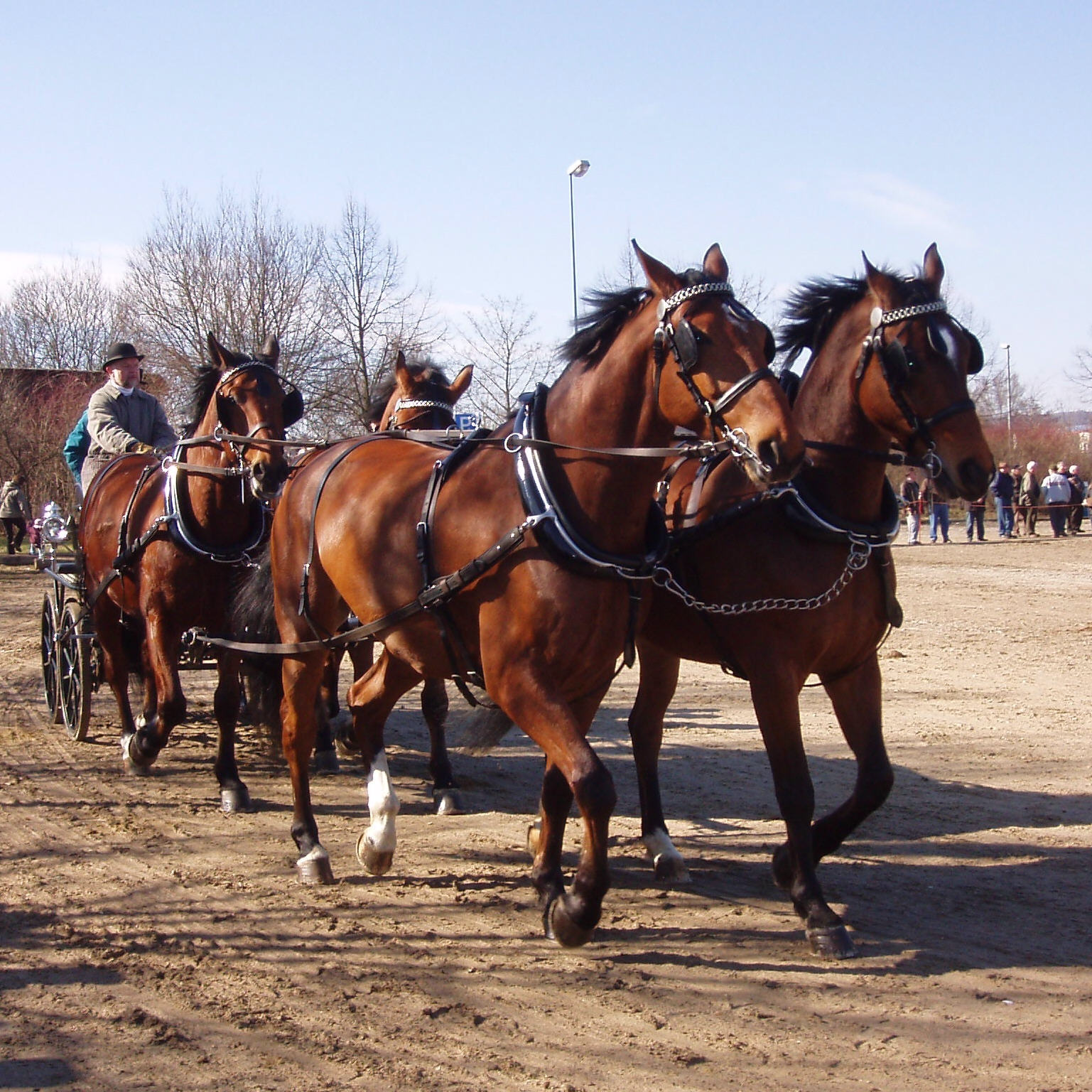
Čtyřspřeží na trhu koní